# عمارت بانک شاهی
عمارت بانک شاهی مربوط به دوره قاجار است و در شهرستان بوشهر، بخش مرکزی، محله سنگی واقع شده و این اثر در تاریخ ۲۶ اسفند ۱۳۸۶ با شمارهٔ ثبت ۲۲۲۳۸ به‌عنوان یکی از آثار ملی ایران به ثبت رسیده است.